# Горчак (УВС)
Універсальна вогняна споруда (УВС) «Горчак» — типова довготривала вогнева точка російського виробництва, призначена для оперативного зведення оборонних смуг, фортифікаційного обладнання укріплених районів, блок-постів, прикордонних зон та захисту важливих об'єктів. Була розроблена в 1996 році на пермському підприємстві ВАТ «Мотовиліхинські заводи»  та вперше представлена у 1999 році. За оцінкою західних фахівців, концепція системи УВС «Горчак» є подальшим розвитком ідеї баштових довгострокових вогневих точок.

## Конструкційні особливості
Основою вогневої споруди «Горчак» є типовий бетонний модуль циліндричної форми, на верхній кришці якого розміщуються наглядові прилади та озброєння. Бойове відділення герметичне; весь комплекс можна перевозити залізничним чи автомобільним транспортом. При окопуванні УВС на вогневій позиції його висота не перевищує 150 мм, проте при переході в бойове положення з підняттям модуля зброї воно збільшується до 600 мм.
УВС має посилений захист та умови для зручного розміщення розрахунку з двох осіб; броньована кришка захищає стрільців та озброєння, витримуючи пряме влучення артилерійського снаряда. Як основне озброєння можуть бути встановлені 7,62-мм єдиний кулемет ПКМ (боєкомплект 1700 патронів), 12,7-мм великокаліберний кулемет НСВ-12,7 (боєкомплект 480 патронів), 30-мм автоматичний гранатомет АГС-17  (боєкомплект 360 пострілів), ПТУР «Фагот» та «Конкурс» (9К113М).
За заявою виробника, дистанція ефективного ураження піхоти противника становить 2000 м, танків — від 70 до 4000 метрів, вертольоти — не більше 1500 метрів.